# Banato (1941-1944)
Il Banato fu un'entità politica fondata nel 1941 nell'omonima regione storica dopo l'invasione, occupazione e spartizione della Jugoslavia da parte delle potenze dell'Asse. 
Fu formalmente sotto il controllo del governo fantoccio tedesco di salvezza nazionale a Belgrado, che teoricamente aveva una giurisdizione limitata su tutto il Territorio del comandante militare in Serbia, ma in realtà tutto il potere all'interno del Banato era nelle mani della minoranza locale di etnia tedesca (nel linguaggio del Terzo Reich, Volksdeutsche). Il commissario civile regionale e capo della minoranza etnica tedesca fu Josef Lapp.
In seguito alla cacciata delle forze dell'Asse nel 1944, questa entità politica governata dalla Germania fu sciolta e la maggior parte del suo territorio fu inclusa nella Provincia autonoma della Voivodina, una delle due province autonome della Serbia all'interno della nuova Repubblica Socialista Federale di Jugoslavia.

## Contesto storico

### Progetti tedeschi per il futuro
La popolazione tedesca locale si agitò affinché il governo tedesco stabilisse un grande stato tedesco nelle valli del Danubio e del Tibisco, esprimendo le proprie rimostranze per la scelta di assegnare le regioni Bačka e Syrmia a ovest rispettivamente all'Ungheria e alla Croazia dopo il crollo della Jugoslavia. Nonostante i ripetuti appelli personali a Hitler, non riuscirono ad ottenere questo obiettivo. Nell'interesse di mantenere stretti legami politici con i regimi ungheresi e rumeni, a Berlino si preferì mantenere il Banato come potenziale merce di scambio con questi due Paesi, che avevano entrambi interesse ad annettere l'area. Per evitare di offendere uno dei due alleati, il Banato fu collocato all'interno del Territorio del Comandante Militare in Serbia. Poiché questa scelta poneva teoricamente il Banato sotto il controllo del governo fantoccio di Nedić, i tedeschi ordinarono a quest'ultimo di proclamarlo un'area amministrativa separata sotto un vice governatore etnico-tedesco (Vice-Banus), che doveva essere l'unica autorità amministrativa della regione.
Successivamente i tedeschi del Banato usarono ogni mezzo a loro disposizione per rafforzare la loro posizione rispetto a quella di altre nazionalità e per favorire lo sviluppo del sentimento nazionale tedesco attraverso la creazione di organizzazioni sia giovanili che per adulti e l'istituzione di un proprio sistema scolastico. Questi tentativi tesero a convincere le autorità naziste dell'opportunità di creare un nuovo Gau nell'area del Danubio e della Transilvania (Siebenbürgen) che chiamarono provvisoriamente Gau Prinz-Eugen, da Eugenio di Savoia, generale al servizio dell'Austria tra '600 e '700, obiettivo che non fu mai ufficialmente sostenuto dal governo tedesco in tempo di guerra.
I piani nazisti per il territorio nel suo insieme prevedevano che l'area rimanesse sotto una qualche forma di controllo tedesco permanente. Ciò fu ritenuto necessario per assicurare il dominio tedesco sul bacino danubiano dell'Europa sudorientale, un'area economicamente vitale in considerazione degli obiettivi bellici della Germania per i territori orientali che si aspettava di conquistare nell'Unione Sovietica.
I piani tedeschi prevedevano di ricostruire la città strategica di Belgrado come "città fortezza del Reich" (Reichsfestung Belgrad) per garantire il controllo delle Porte di ferro, popolata solo da tedeschi. Fu anche discussa la possibile ridenominazione della città in Prinz-Eugen-Stadt.

### Crimini di guerra contro serbi, ebrei e rom
La regione fu governata dall'esercito tedesco. I tedeschi istituirono le misure antiebraiche subito dopo l'invasione e l'occupazione tedesca della Jugoslavia. La popolazione ebraica della città di Zrenjanin fu radunata e portata nel campo di concentramento di Sajmište vicino a Belgrado dove fu giustiziata. Nel settembre 1941 ci fu un'impiccagione di massa di civili serbi ed ebrei. Gli ebrei furono anche costretti a entrare nelle squadre di lavoro, ai lavori forzati per le autorità di occupazione tedesche. Nell'agosto del 1942, i funzionari tedeschi annunciarono che l'area era judenrein, cioè "pulita dagli ebrei". Tra il 1941 e il 1944, in una località di Stratište vicino a Jabuka, più di 10.000 persone serbe, ebree e rom furono uccisi dalle forze tedesche.

### Divisione SS Prinz Eugen
Dopo l'occupazione nazista della Jugoslavia fu stabilita la 7. SS-Freiwilligen-Gebirgs-Division "Prinz Eugen", formata da tedeschi jugoslavi Volksdeutsche. La spina dorsale della divisione fu composta da tedeschi etnici dello stesso Banato, molti dei quali erano stati ex ufficiali e sottufficiali dell'esercito reale jugoslavo o persino dell'esercito asburgico. Il nucleo della divisione fu costituito dalla forza di protezione controllata dalle SS, o Selbstschutz composta dai Volksdeutsche dal Territorio del Comandante Militare in Serbia.
"Dopo l'iniziale corsa dei Volksdeutsche per arruolarsi, i volontari diminuirono e la nuova unità non raggiunse le dimensioni della divisione. Pertanto, nell'agosto 1941, le SS scartarono l'approccio volontario e, dopo un giudizio favorevole del tribunale delle SS a Belgrado, fu imposto l'obbligo militare a tutta la Volksdeutsche della regione, primo caso del suo genere per i tedeschi non del Reich".
Di conseguenza, oltre 21.500 tedeschi etnici del Territorio del Comandante Militare in Serbia furono arruolati nelle Waffen-SS.
Lo staff della Divisione Prinz Eugen aveva sede nella città di Pančevo. La divisione fu formata tra aprile e ottobre 1942 ed era comandata dal rumeno Volksdeutsche SS-Gruppenfuehrer e luogotenente generale delle Waffen-SS, Artur Phleps. Entro il 31 dicembre 1941, la divisione fu composta da 21.102 uomini. La Prinz Eugen fu schierata in tutta l'ex Jugoslavia per reprimere i partigiani jugoslavi, ma non ebbe reale successo. Durante le campagne divenne famoso per le rappresaglie e le atrocità contro i civili innocenti jugoslavi. 
La divisione fu formalmente accusata di aver commesso atrocità contro i prigionieri di guerra e civili durante la seconda guerra mondiale al processo per crimini di guerra di Norimberga.

## Destino dei tedeschi etnici nel dopoguerra
Alla fine della guerra, per punizione, le bande partigiane si impegnarono nei massacri dell'etnia tedesca, principalmente nell'area dell'attuale Vojvodina. I villaggi furono distrutti, gli abitanti uccisi o costretti nei campi di concentramento dove in molti morirono di fame o per le malattie.
Il governo provvisorio del movimento partigiano di Tito fu l'AVNOJ (Consiglio Antifascista per la Liberazione della Jugoslavia): in una riunione a Belgrado del 21 novembre 1944, si decretò la confisca di tutte le proprietà dei tedeschi etnici residenti in Jugoslavia. La loro cittadinanza jugoslava fu revocata, non avevano più alcun diritto civile e furono dichiarati nemici del popolo. Furono esentati quei tedeschi etnici che parteciparono al movimento partigiano di liberazione nazionale e coloro che non erano membri di società etniche tedesche come lo Schwäbisch–Deutsche Kulturbund, né si dichiararono membri della comunità etnica tedesca.
Dei circa 524.000 tedeschi che vivevano nella Jugoslavia prebellica, circa 370.000 fuggirono in Germania negli ultimi giorni di guerra o furono successivamente espulsi dal governo jugoslavo, nel gennaio 1946, il governo jugoslavo chiese alle autorità militari statunitensi il permesso di trasferire questi tedeschi etnici nella zona di occupazione statunitense della Germania, ma non fu concesso il permesso. Di questo numero, da 30.000 a 40.000 sono fuggiti dai campi di concentramento e di lavoro jugoslavi, spesso con la connivenza delle autorità, la maggior parte andando in Ungheria o in Romania. Coloro che si recarono in Ungheria, in seguito fuggirono o furono espulsi in Austria o Germania, mentre coloro che fuggirono in Romania generalmente rimasero, almeno provvisoriamente, nelle comunità sveve nel Banato rumeno. Nei campi di concentramento morirono circa 55.000 persone, altre 31.000 morirono prestando servizio nelle forze armate tedesche e circa 31.000 scomparvero, per lo più probabilmente morti, con altri 37.000 ancora dispersi. Pertanto, le vittime totali della guerra e della successiva pulizia etnica ammontarono a circa il 30% della popolazione tedesca prebellica.
Il censimento serbo del 2002 registra 3.901 tedeschi in Serbia, di cui 3.154 nella provincia della Vojvodina. Nel dicembre 2007 formarono il proprio consiglio di minoranza a Novi Sad, al quale avevano diritto con 3.000 firme di elettori. Il presidente, Andreas Biegermeier, ha dichiarato che il consiglio si concentrerà sulla restituzione delle proprietà e sulla marcatura delle fosse comuni: ha stimato il numero totale degli svevi del Danubio rimasti in Serbia e le loro discendenza a 5.000-8.000 persone, nel 2007 è stato formato un proprio consiglio nazionale.

## Popolazione

### Gruppi etnici
Secondo il censimento del 1931, la popolazione della regione contava 585.579 persone, di cui:
- Serbi, 261.123 (44,59%)
- Tedeschi, 120.541 (20,58%)
- Ungheresi, 95.867 (16,37%)
- Rumeni, 62.365 (10,65%)
- Slovacchi, 17.900 (3,06%)
- Croati, 12.546 (2,14%)
- altre etnie, 15.237 (2,61%)

### Religione
Per religione, al censimento del 1931, la popolazione includeva:
- Cristiani ortodossi, 321.262 (56,71%)
- Cattolici romani, 196.087 (34,62%)
- Protestanti, 37.179 (6,56%)
- altre confessioni, 11.932 (2,11%)

## Numero di vittime
Durante la guerra, le truppe tedesche dell'Asse uccisero 7.513 abitanti del Banato, di cui:
- 2.211 persone uccise direttamente;
- 1.294 persone furono mandate nei campi di concentramento e poi uccise;
- 1.498 persone furono inviate ai lavori forzati e poi uccise;
- 152 persone furono mobilitate e poi uccise;
- 2.358 membri furono uccisi dalla resistenza partigiana;

Del numero totale delle vittime (esclusi i membri del movimento di resistenza), 4.010 furono uomini, 631 donne, 243 anziani e 271 bambini: in questo elenco sono inclusi solo gli abitanti nativi del Banato che sono caduti vittime dell'occupazione dell'Asse; i civili che sono stati portati in altre regioni della Jugoslavia occupata e poi uccisi nel Banato dalle forze tedesche non sono stati conteggiati.